# Svärdsjö
Svärdsjö – miejscowość (tätort) w Szwecji, w regionie administracyjnym (län) Dalarna, w gminie Falun.
Według danych Szwedzkiego Urzędu Statystycznego liczba ludności wyniosła: 1335 (31 grudnia 2015), 1313 (31 grudnia 2018) i 1349 (31 grudnia 2019).